# 黑星额蜂鸟
是雨燕目蜂鸟科的一种鸟类。
黑星额蜂鸟体重约6.98克，翼长约80.2毫米，嘴峰长约32毫米，喙宽度约2.8毫米，喙厚度约2.4毫米，跗蹠长约6毫米，尾长约49.5毫米。黑星额蜂鸟在其分布区内为留鸟，其栖息在密集的高大树木组成的森林中，食性为草食性，主要食物来源是植物的花蜜。
黑星额蜂鸟分布于哥伦比亚中安第斯山脉西坡和东安第斯山脉等地。该物种是单型物种，没有亚种分化。